# 赫西 (密歇根州)
赫西（英語：Hersey）是位於美國密歇根州奧西歐拉縣赫西鎮區的一個村。

## 人口
根據2020年美國人口普查的數據，赫西的面積為2.85平方千米，當中陸地面積為2.85平方千米，而水域面積為0.00平方千米。當地共有人口347人，而人口密度為每平方千米121人。